# سباستیان ورشورن
سباستیان ورشورن (به انگلیسی: Sebastiaan Verschuren) (زادهٔ ۷ اکتبر ۱۹۸۸ ‏(۳۶ سال)) شناگر اهل هلند است.